# 遼陽県
遼陽県（りょうよう-けん）は中華人民共和国遼寧省遼陽市に位置する県。遼陽市区（弓長嶺区を除く）が県中間に位置し東西にわかれている。

## 歴史
遼代に設置され、遼州の州治とされた。元代になると遼陽路の路治とされている。明朝が成立すると一旦廃止されたが、清代になると1653年（順治10年）に遼陽県を再設置し遼陽府の府治とした。1664年（康熙3年）には遼州に昇格した。
中華民国が成立すると1913年（民国2年）に遼陽県と改称された。1958年に遼陽市に編入されたが1960年に再設置、1968年に再び遼陽市に編入されたが1980年に再設置され現在に至る。

## 行政区画
12鎮、1郷、2民族郷を管轄する。
- 鎮：首山鎮、劉二堡鎮、小北河鎮、黄泥窪鎮、唐馬寨鎮、穆家鎮、柳壕鎮、河欄鎮、隆昌鎮、八会鎮、寒嶺鎮、興隆鎮
- 郷：下達河郷
- 民族郷：吉洞峪満族郷、甜水満族郷

## 交通

### 道路
- 高速道路
  -  瀋海高速道路
  -  遼中環状高速道路
- 国道
  -  G202国道

## 出身者
- 于冲漢 - 中華民国・満洲国の政治家。奉天派。満洲国監察院長。
- 于静遠 - 中華民国・満洲国の政治家。于沖漢の子。奉天派。満洲国産業大臣（興農大臣）、民生大臣、経済大臣。
- 袁金鎧 - 中華民国・満洲国の政治家。奉天派。満洲国尚書府大臣。
- 韓麟春 - 中華民国の軍人。奉天派。第4方面軍軍団長。兵器製造に長じる。
- 邵文凱 - 中華民国の軍人。奉天派。汪兆銘政権に参加。
- 孫其昌 - 中華民国・満洲国の政治家。奉天派。満洲国財政大臣、民生大臣。
- 富双英 - 中華民国の軍人。満洲族。奉天派。汪兆銘政権で参軍長。
- 李紹庚 - 中華民国・満洲国の政治家・軍人。奉天派。満洲国交通大臣、外交大臣。
- 劉恩格 - 中華民国・満洲国の政治家。奉天派。満洲国立法院秘書長。